# عامر سراج‌الدین
عامر سراج‌الدین (انگلیسی: Amer Serageldin؛ زادهٔ ۱ ژانویهٔ ۱۹۷۱) بازیکن هندبال اهل مصر بود.